# Civilutskottet
Civilutskottet (CU) är ett utskott i Sveriges riksdag som bildades 1 oktober 2006, genom en sammanslagning av Lagutskottet och Bostadsutskottet. Utskottets ansvarsområden rör bostadspolitik, konsumentpolitik, samhällsplanering och civilrätt.
När utskottet bildades var det den första större omorganisationen i Sveriges riksdag sedan enkammarriksdagen infördes 1971.

## Lista över utskottets ordförande
| Namn | Namn                   | Ämbetsperiod | Politisk tillhörighet |
| ---- | ---------------------- | ------------ | --------------------- |
|      | Carina Moberg          | 2006–2010    | Socialdemokraterna    |
|      | Maryam Yazdanfar       | 2010–2011    | Socialdemokraterna    |
|      | Carina Ohlsson         | 2011         | Socialdemokraterna    |
|      | Veronica Palm          | 2011–2014    | Socialdemokraterna    |
|      | Caroline Szyber        | 2014–2016    | Kristdemokraterna     |
|      | Tuve Skånberg          | 2016–2017    | Kristdemokraterna     |
|      | Caroline Szyber        | 2017–2018    | Kristdemokraterna     |
|      | Emma Hult              | 2018–2022    | Miljöpartiet          |
|      | Malcolm Momodou Jallow | 2022–        | Vänsterpartiet        |

## Lista över utskottets vice ordförande
| Namn | Namn                  | Ämbetsperiod | Politisk tillhörighet |
| ---- | --------------------- | ------------ | --------------------- |
|      | Inger René            | 2006–2010    | Moderaterna           |
|      | Jan Ertsborn          | 2010–2012    | Folkpartiet           |
|      | Nina Lundström        | 2012–2014    | Folkpartiet           |
|      | Johan Löfstrand       | 2014–2015    | Socialdemokraterna    |
|      | Hillevi Larsson       | 2015         | Socialdemokraterna    |
|      | Johan Löfstrand       | 2016–2017    | Socialdemokraterna    |
|      | Hillevi Larsson       | 2017         | Socialdemokraterna    |
|      | Johan Löfstrand       | 2017–2018    | Socialdemokraterna    |
|      | Larry Söder           | 2018–2022    | Kristdemokraterna     |
|      | Mikael Eskilandersson | 2022–        | Sverigedemokraterna   |